# Støvring-Mellerup Kommune
Støvring-Mellerup Kommune var en dansk sognekommune i Randers Amt fra 1842 til 1970. Kommunen bestod af Støvring og Mellerup Sogne. Den blev ved kommunalreformen i 1970 en del af Nørhald Kommune.